# Carl Björkman (schutter)
Carl August Björkman (Tådene, 31 december 1869 - Stockholm, 4 februari 1960) was een Zweeds schutter.

## Carrière
Björkman won tijdens de Olympische Spelen van 1912 in eigen land de gouden medaille op het teamonderdeel vrij geweer 300m 3 posities en de bronzen medaille op het teamonderdeel militair geweer 200, 400, 500 en 600 m.

### Olympische Zomerspelen
| Jaar | Plaats    | Resultaten |
| ---- | --------- | --- |
| 1912 | Stockholm | vrij geweer 300m 3 posities team · 34e vrij geweer 300m 3 posities · militair geweer 200, 400, 500 en 600 m team |